# Piaçabuçu
Piaçabuçu es un municipio brasileño del estado de Alagoas. Tiene una población de 25.087 habitantes (IGBE/2011) y un territorio de aproximadamente 293 km².(IBGE/2007). Su altitud media es de cinco metros encima del nivel del mar, y tiene una temperatura media de 22 °C. El municipio se encuentra entre el océano Atlántico y Río São Francisco, con bellas playas urbanas. Conocida como La Capital Alagoana de las Palmeras. Se localiza en la parte sur de la franja litoraleña del estado de Alagoas, en la mesorregión del Este Alagoano y microrregión de Penedo, el municipio de Piaçabuçu ocupa un área de aproximadamente 293 km². 

## Historia
Al contrario de otros municipios que tuvieron varias denominaciones a lo largo de los años, jamás cambió su nombre inicial, de procedencia indígena que significa “Palmera grande”. Piaçabuçu fue fundada en 1660 por el explorador André Roca Dantas y es una de las ciudades centenárias del nordeste brasileño.

### Delta del Río São Francisco

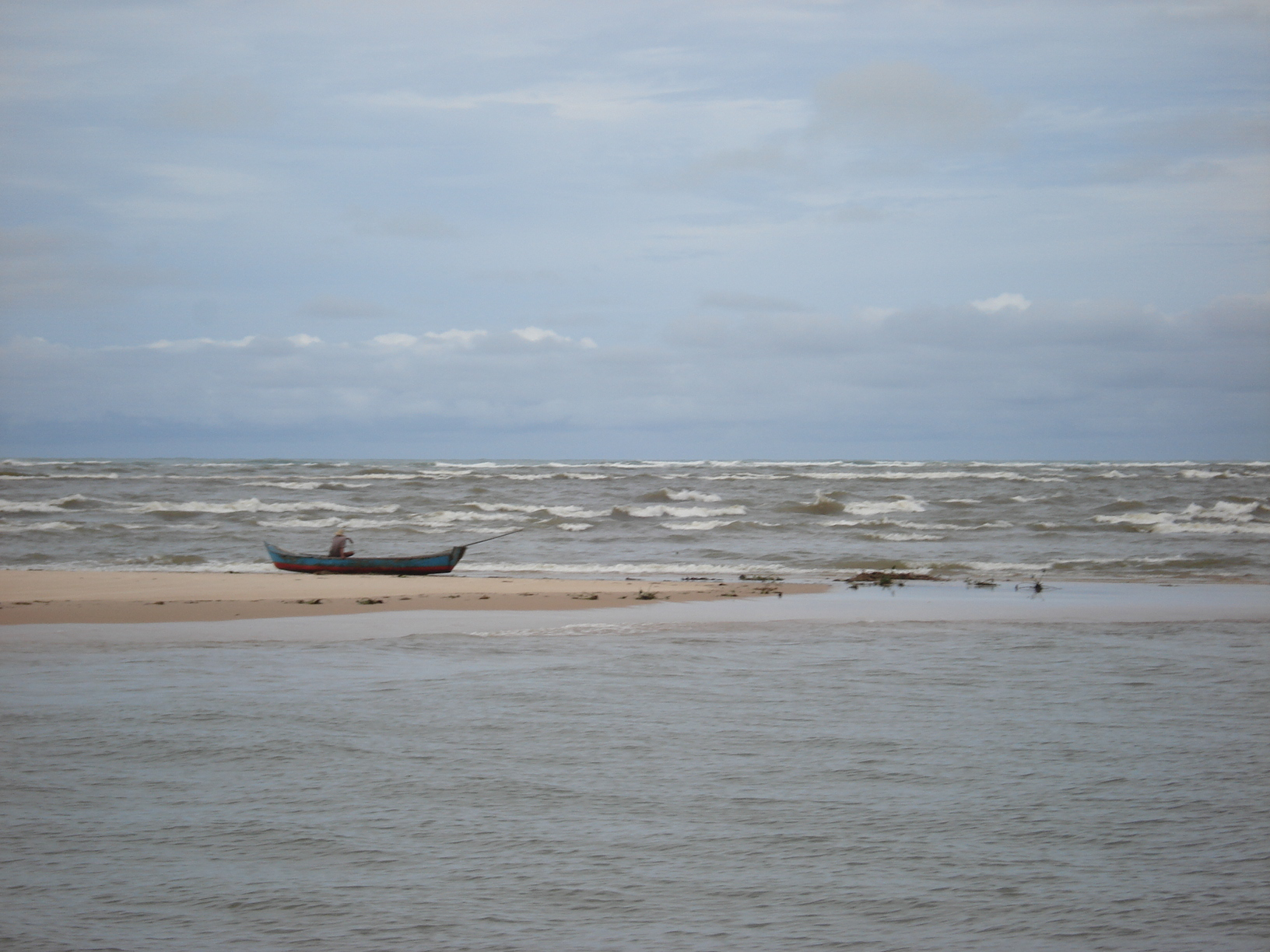
Vera del Río São Francisco, Piaçabuçu es la última ciudad bañada por el río.

El São Francisco es un río de integración nacional, descubierto en 1502, es llamo así por ser el camino de vinculación del sudeste y del centro-oeste con el nordeste. Desde sus naciente, en la Sierra de la Canastra, en Minas Gerais, hasta su desembocadura, en la ciudad de Piaçabuçu limita con Sergipe y Alagoas, y recorre 2.700 km. A lo largo de ese recorrido, baña cinco estados y se divide en cuatro trechos: el Alto São Francisco, que va desde su nacimiento hasta Pirapora, en Minas Gerais; el trecho medio desde Pirapora, donde comienza el trecho navegable, hasta Remanso (Bahía); el sur medio desde Remanso hasta Paulo Afonso, también en Bahia y la parte baja del río, desde Paulo Afonso hasta su desembocadura.

## Economía

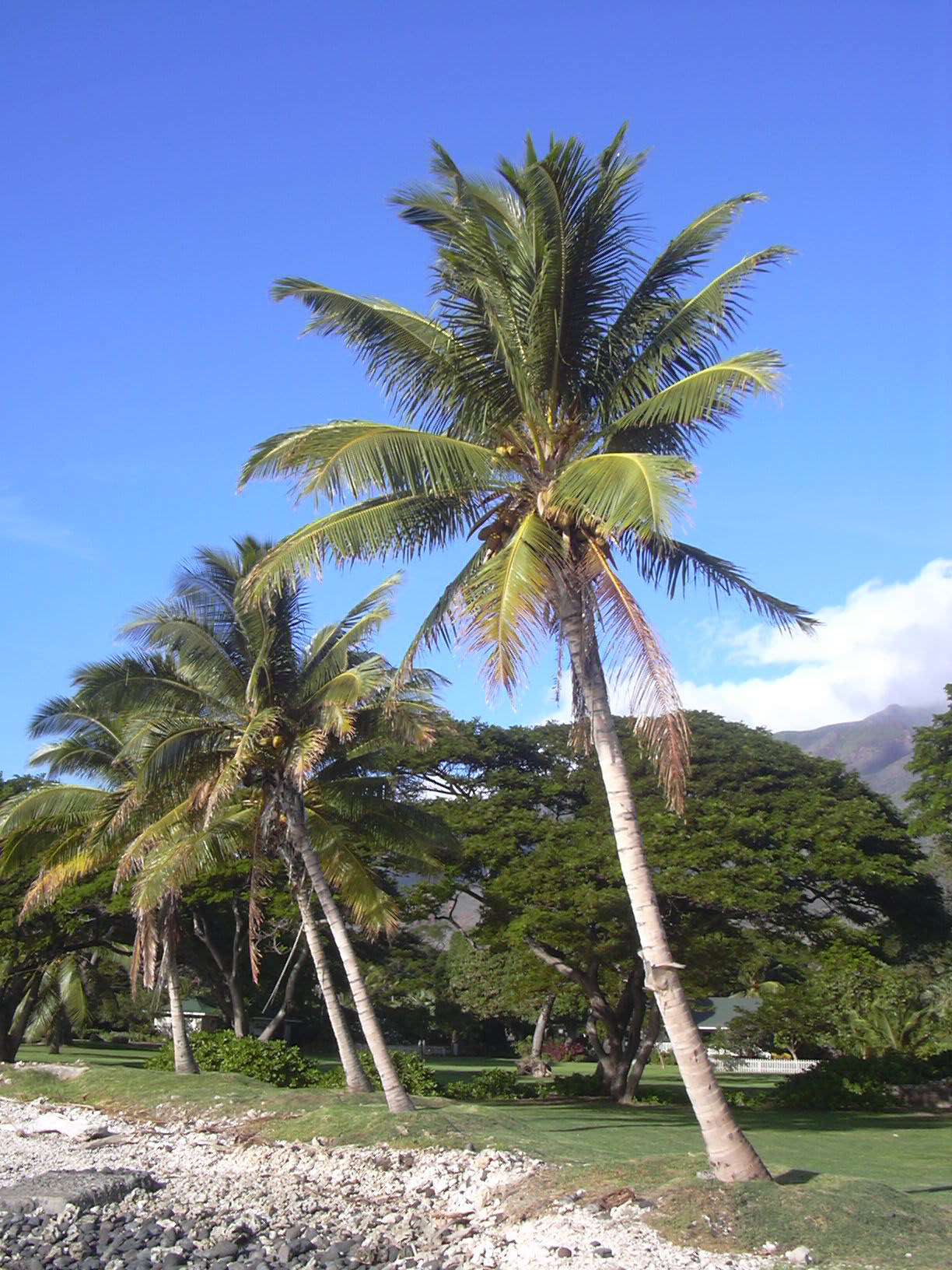
Coco de Bahía.

Su principal fuente de salario resulta de la actividad primaria, con el coco, el arroz, la pesca y la caña de azúcar. Piaçabuçu también tiene el mayor banco de camarón1camarones del nordeste y es un importante polo pesquero.

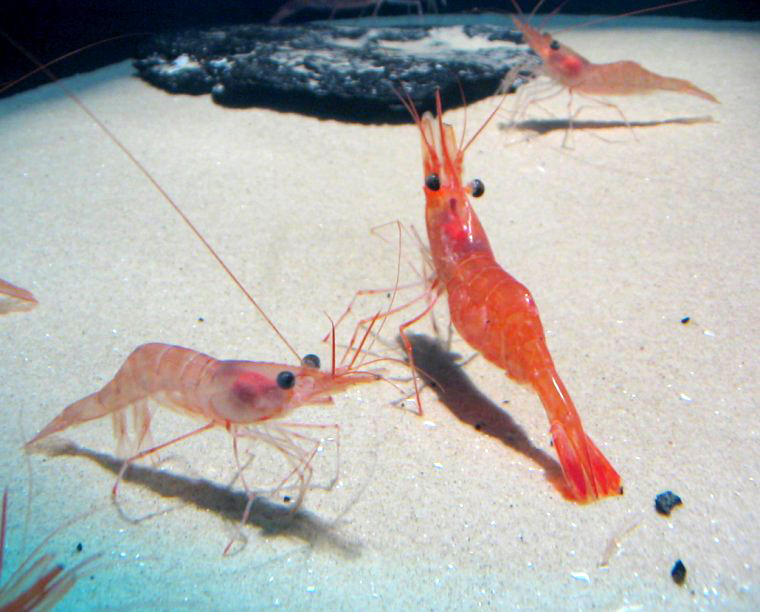
Camarón, Piaçabuçu Uno de los mayores bancos de camarón del nordeste.

### Turismo
Gran parte de la economía de la ciudad gira en torno al turismo. 
Posee dos extensas playas, la playa de Puntal del Peba y la playa del Peba. Se caracteriza por su arena fina y escura y por las dunas paralelas a la playa que recorren toda su extensa costa, destacándose la desembocadura del Río São Francisco. 